# Sono Bisque Doll wa Koi o Suru
Sono Bisque Doll wa Koi wo Suru (その着せ替え人形は恋をする Sono Bisuku Dōru wa Koi wo Suru?, lit. «La muñeca disfrazada se enamora»), titulada Sexy Cosplay Doll en España y My Dress-Up Darling en Hispanoamérica, es una serie de manga escrita e ilustrada por Shinichi Fukuda. La historia gira en torno a los estudiantes Wakana Gojō, quien aspira a fabricar muñecas Hina, y Marin Kitagawa, una otaku a quien Wakana confecciona disfraces para que haga cosplay. La inspiración para el argumento provino de una conversación entre Fukuda y una cosplayer, cuando la autora escuchó que la pareja de esta le pidió abandonar esa afición. De esta manera, ideó una trama con un mensaje alentador para personas que estuvieran atravesando una situación parecida.
El manga se publicó por primera vez el 19 de enero de 2018 por la editorial japonesa Square Enix, en la Young Gangan, que se vende quincenalmente. Con la publicación del último capítulo, la serie concluyó oficialmente el 21 de marzo de 2025. Lleva emitidos quince volúmenes recopilados en tankōbon y en 2025, durante un corto tiempo, se publicó mensualmente. Las versiones en español están licenciadas por Editorial Panini en todas sus versiones. La trama del manga se adaptó a un anime que CloverWorks produjo y que emitió doce episodios entre el 8 de enero y el 26 de marzo de 2022. Asimismo, de este programa surgieron varios libros suplementarios.
Analistas de varios conglomerados de medios de comunicación realizaron comentarios en su mayoría positivos sobre la serie. Recibió elogios por su trato sobre el mundo del cosplay, por los protagonistas y por cómo se aborda la relación entre ambos. No obstante, se criticó el uso de tecnicismos y de fanservice y el insuficiente desarrollo de los personajes secundarios. Tanto el manga como el anime alcanzaron buenos registros en ventas y su popularidad generó mercancía. Además, recibió numerosas nominaciones a diversos premios, entre ellos el Next Manga Award, y figuró en la lista a la historieta del año para la revista Da Vinci.

## Argumento

### Sinopsis
Wakana Gojō es un estudiante de secundaria que sueña con dedicarse a la elaboración de muñecas Hina, ocupación que aprende de su abuelo y que solo domina en el apartado de la ropa. El joven se avergüenza de este interés desde niño y, en consecuencia, es una persona solitaria que no consigue hacer amigos. Nunca ha entablado una conversación con Marin Kitagawa, una compañera de clase muy popular, pero un día usa la máquina de coser de la escuela porque la suya se estropeó y ella lo descubre haciendo ropa. Marin le confiesa su pasión por el cosplay y Wakana, al ver que no es lo suficientemente buena en la confección, comienza a diseñarle los trajes y a acompañarla a eventos.
El primer trabajo que Wakana prepara para Marin gana un éxito rotundo cuando esta lo publica en las redes sociales, lo que hace que una impresionada Sajuna Inui —famosa cosplayer conocida como «Juju» en Internet— se presente en su casa para que le haga un traje a ella también. Marin es fanática de Sajuna y propone que Wakana vista a ambas y que hagan una sesión de cosplay juntas. Sajuna tiene una hermana menor, Shinju, quien toma las fotografías y se encarga de las redes sociales. Wakana descubre que a Shinju también le gusta disfrazarse, pero que no lo hace porque se siente incómoda con su cuerpo. El joven aprovecha que Shinju es muy alta y voluptuosa y le diseña trajes de personajes masculinos, lo que a ella le agrada. Wakana y Marin forman una amistad y con el avance de los capítulos ella termina enamorándose de él, si bien Wakana no se percata de esto debido a sus inseguridades.

### Temáticas
Como es un manga de categoría seinen, está orientado a un público masculino adulto. Por ende, hay contenido para mayores de edad que se manifiesta cuando, por ejemplo, Marin se disfraza de personajes femeninos sexualmente sugerentes. Otro ejemplo de fanservice son las ilustraciones de la protagonista en 
lencería que se exhiben en las primeras páginas de los tomos. La serie ahonda en el cosplay, presta atención a los detalles que conlleva la actividad —como cuando se muestra a los personajes comprando materiales para los trajes— y explica esto de forma sencilla para lectores que no estén adentrados en el asunto. El mensaje de la obra es que «no hay que avergonzarse de lo que amas», en palabras de la analista Rebeca Silverman, y se representan situaciones donde un personaje se siente inseguro de sus pasatiempos. A modo de ejemplo, Wakana está traumatizado porque en un momento de su niñez le dijeron que era extraño por gustarle «las cosas de chicas», mientras que Shinju se siente incómoda con su cuerpo y por esta razón cree que no puede hacer cosplay. En cuanto a la relación de los protagonistas, la estructura de esta comedia romántica es distinta a la de muchos mangas de ese género, puesto que es Marin quien se enamora primero de Wakana y no al revés.

## Personajes
A continuación, se describe brevemente a los personajes principales, y se nombra a los seiyū de la versión original y a los actores de doblaje en España y en Hispanoamérica:
- Wakana Gojō (五条 新菜 Gojō Wakana?) es un estudiante de primer año de secundaria. Es huérfano y vive con su abuelo, un fabricante de muñecas Hina de quien heredó la pasión por ese arte. De niño recibió burlas por este interés, lo que contribuyó a que se convierta en un joven sin amigos y con poca autoestima.[1][2] Aún no domina por completo la elaboración de las muñecas, si bien es altamente competente como sastre, habilidad que luego traslada a los trajes para hacer cosplay.[2] Es un adolescente sensible y su relación con Marin lo ayuda a transformarse paulatinamente en una persona más sociable.[5] En su idioma original, su seiyū es Shōya Ishige,[9] mientras que en el doblaje español es Luis Torrellas y en el hispanoamericano, es Víctor Ugarte.[10][11]

- Marin Kitagawa (喜多川 海夢 Kitagawa Marin?) es una estudiante de primer año de secundaria, muy popular entre sus pares. Encaja en el estereotipo de «chica gal» y aunque no ocultea sus gustos otaku, sí esconde su pasión por el contenido eroge y el cosplay.[1][7] De naturaleza cálida y extrovertida, «anhela desesperadamente la conexión con otras personas», vive sola y es poco pudorosa.[7] No tiene problema en expresar sus opiniones, pero se le dificulta demostrar sus sentimientos hacia Wakana, de quien está enamorada.[8] En su idioma original, su seiyū es Hina Suguta,[9] mientras que en el doblaje español es Roser Vilches y en el hispanoamericano, es Erika Langarica.[10][11]

- Sajuna Inui (乾 紗寿叶 Inui Sajuna?) es una cosplayer famosa en Internet, donde se la conoce como «Juju». Tiene diecisiete años, es de contextura muy pequeña y posee un carácter apático, típico de una tsundere. Suele disfrazarse de personajes a los que se asemeja físicamente.[4][12] Inicialmente compraba los trajes, ya que carece de habilidades de costura. Por esta razón, una vez que observa el trabajo de Wakana en redes sociales, se presenta en su casa para pedirle que le haga un disfraz.[4] En su idioma original, su seiyū es Atsumi Tanezaki,[9] mientras que en el doblaje español es Lourdes Fabrés y en el hispanoamericano, es Valca Ponzanelli.[10][11]

- Shinju Inui (乾 心 寿 Inui Shinju?) es la hermana de Sajuna, a quien le toma las fotografías y controla las redes sociales. Es más entusiasta, tímida y grande físicamente que su hermana mayor. Es capaz de sacar fotografías a nivel profesional y, gracias a su contextura, puede hacer cosplay de personajes de anime masculinos.[4][12] En su idioma original, su seiyū es Hina Yōmiya,[9] mientras que en el doblaje español es Sara Muñiz y en el hispanoamericano, es Karen Vallejo.[10][11]

## Producción

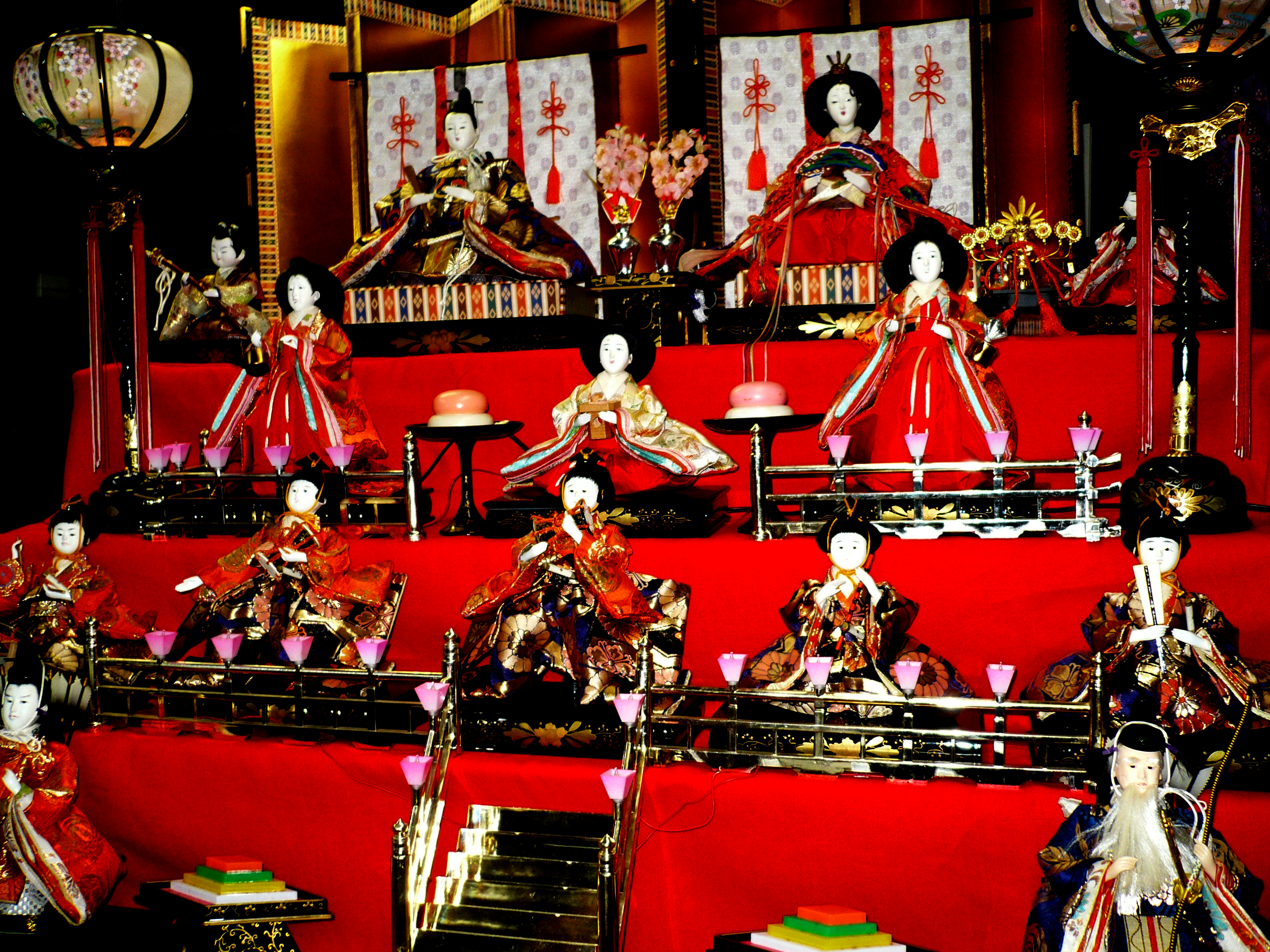
Exhibición de muñecas Hina en Japón

A modo de introducción, se puede mencionar que, en Japón, un país donde el colectivo prima sobre el individuo, la opinión de la mayoría de la sociedad hacia los otaku es marcadamente negativa, ya que se los considera una comunidad que facilita la práctica de actividades antisociales. En este contexto, la idea de crear Sono Bisque Doll wa Koi wo Suru surgió mientras Shinichi Fukuda conversaba con una cosplayer y oyó que la pareja de esta le pidió que olvidara esa afición o rompería la relación. La autora consideró esta actitud reprochable y, cuando notó que «muchas personas renuncian a lo que aman aun cuando no quieren hacerlo», ideó la historia para alentar a los lectores que se encontraran en una situación similar. Desde el principio, se tuvo la intención de que el manga fuera entretenido para hombres y mujeres por igual.
Una vez que se completó el concepto del personaje principal, el editor de Fukuda le recomendó entrevistar a algún artesano de muñecas Hina relativamente joven, porque esto ayudaría a incorporar más elementos al futuro protagonista. El elegido fue Keisho Suzuki, propietario de la tienda Suzuki Dolls, ubicada en Saitama y fundada por su abuelo. Fakuda entrevistó en varias ocasiones a Suzuki y se enfocó en los pequeños detalles que conlleva el oficio de hacer muñecas. También, la tienda del abuelo de Wakana está basada en Suzuki Dolls. Con respecto a la protagonista femenina, se la concibió como «un personaje de ensueño» para los lectores que quieren o quisieron tener de pareja a una cosplayer. Con el fin de reforzar la relación principal, Fukuda modificó la personalidad inicial de Wakana y lo convirtió en un huérfano sin amigos, para que acudiera a Marin cada vez que tuviera problemas.

## Contenido

### Manga
A fecha de julio de 2025, Square Enix ha lanzado quince volúmenes del manga, que se publica en la revista quincenal Young Gangan. El capítulo que da inicio a la historia salió a la venta el 19 de enero de 2018, mientras que el primer tankōbon hizo lo propio el 24 de noviembre de ese año. Cada tomo consta de unas doscientas páginas y algunos de ellos han generado ediciones especiales con contenido adicional, como pequeños libros con ilustraciones de los personajes. El 18 de agosto de 2023, Young Gangan informó de que Sono Bisque Doll wa Koi o Suru pasaría a publicarse mensualmente durante el arco narrativo que en ese momento atravesaba la obra, debido a que Fukuda había entregado capítulos con más páginas de lo estipulado. La serie concluyó oficialmente el 21 de marzo de 2025.
La versión en inglés, que se titula My Dress-Up Darling y corre a cargo de Square Enix Manga & Books, se publicó por primera vez en 2020. La editorial que tiene la licencia para distribuir la historieta en español es Panini, que en España lanzó el primer volumen en enero de 2022 y la tituló Sexy Cosplay Doll. Adicionalmente, una edición especial del octavo tankōbon incluyó un artbook. En Argentina y México se optó por conservar el nombre My Dress-Up Darling. En 2022 se incluyó a Sono Bisque Doll wa Koi o Suru en el catálogo de Manga Up, servicio propiedad de Square Enix que alberga varios títulos de esta empresa en formato digital, para facilitar la lectura a los seguidores que no se encuentren en Japón. En esta aplicación, se decidió censurar escenas con contenido erótico de cualquier tipo, algo que generó críticas negativas por parte de los lectores. Al año siguiente, fue uno de los más de mil mangas que por tiempo limitado se vendieron con 50 % de descuento en Amazon.
| Lista de volúmenes | Lista de volúmenes       | Lista de volúmenes                                                                 | Lista de volúmenes       | Lista de volúmenes     | Lista de volúmenes       | Lista de volúmenes                    |
| #                  | Fecha de publicación     | ISBN                                                                               | Fecha de publicación     | ISBN                   | Fecha de publicación     | ISBN                                  |
| ------------------ | ------------------------ | ---------------------------------------------------------------------------------- | ------------------------ | ---------------------- | ------------------------ | ------------------------------------- |
| 1                  | 24 de noviembre de 2018  | ISBN 978-4-7575-5920-2                                                             | 1 de enero de 2022       | ISBN 978-84-1101-155-6 | 10 de febrero de 2023    | ISBN 978-607-636-567-0                |
| 2                  | 24 de noviembre de 2018  | ISBN 978-4-7575-5921-9                                                             | 1 de marzo de 2022       | ISBN 978-84-1101-421-2 | 10 de marzo de 2023      | ISBN 978-607-636643-1                 |
| 3                  | 25 de mayo de 2019       | ISBN 978-4-7575-6138-0                                                             | 26 de mayo de 2022       | ISBN 978-84-1101-598-1 | 25 de mayo de 2023       | ISBN 978-607-636811-4                 |
| 4                  | 25 de octubre de 2019    | ISBN 978-4-7575-6355-1                                                             | 1 de julio de 2022       | ISBN 978-84-1101-757-2 | 30 de junio de 2023      | ISBN 978-607-636863-3                 |
| 5                  | 25 de mayo de 2020       | ISBN 978-4-7575-6657-6 (edición regular) ISBN 978-4-7575-6658-3 (edición especial) | 22 de septiembre de 2022 | ISBN 978-84-1101-904-0 | 28 de julio de 2023      | ISBN 978-607-636929-6                 |
| 6                  | 25 de noviembre de 2020  | ISBN 978-4-7575-6959-1                                                             | 1 de noviembre de 2022   | ISBN 978-84-1150-079-1 | 15 de septiembre de 2023 | ISBN 978-607-578017-7                 |
| 7                  | 24 de abril de 2021      | ISBN 978-4-7575-7212-6 (edición regular) ISBN 978-4-7575-7213-3 (edición especial) | 1 de enero de 2023       | ISBN 978-84-1150-191-0 | 20 de octubre de 2023    | ISBN 978-607-578068-9                 |
| 8                  | 25 de octubre de 2021    | ISBN 978-4-7575-7212-6 (edición regular) ISBN 978-4-7575-7345-1 (edición especial) | 1 de marzo de 2023       | ISBN 978-84-1150-296-2 | 7 de diciembre de 2023   | ISBN 7503041492672 (edición especial) |
| 9                  | 25 de marzo de 2022      | ISBN 978-4-7575-7837-1                                                             | 1 de mayo de 2023        | ISBN 978-84-1150-425-6 | 5 de enero de 2024       | ISBN 978-607-578257-7                 |
| 10                 | 24 de septiembre de 2022 | ISBN 978-4-7575-8101-2 (edición regular) ISBN 978-4-7575-8102-9 (edición especial) | 1 de julio de 2023       | ISBN 978-84-1150-565-9 | 2 de febrero de 2024     | ISBN 978-607-578320-8                 |
| 11                 | 25 de marzo de 2023      | ISBN 978-4-7575-8425-9 (edición regular) ISBN 978-4-7575-8426-6 (edición especial) | 1 de septiembre de 2023  | ISBN 978-84-1150-715-8 | marzo de 2024            | ISBN 978-607-578-371-0                |
| 12                 | 25 de septiembre de 2023 | ISBN 978-4-7575-8748-9 (edición regular) ISBN 978-4-7575-8749-6 (edición especial) | 25 de julio de 2024      | ISBN 978-84-1051-218-4 | abril de 2024            | ISBN 978-607-578-717-6                |
| 13                 | 24 de mayo de 2024       | ISBN 978-4-7575-9132-5 (edición regular) ISBN 978-4-7575-9133-2 (edición especial) | 1 de diciembre de 2024   | ISBN 978-84-1051-505-5 | febrero de 2025          | ISBN 978-607-582-507-6                |
| 14                 | 25 de noviembre de 2024  | ISBN 978-4-7575-9492-0 (edición regular) ISBN 978-4-7575-9493-7 (edición especial) | 29 de mayo de 2025       | ISBN 978-84-1051-951-0 |                          |                                       |
| 15                 | 25 de julio de 2025      | ISBN 978-4-7575-9972-7                                                             |                          |                        |                          |                                       |

### Anime
| Director             | Keisuke Shinohara |
| Creador original     | Shinichi Fukuda   |
| Composición          | Yoriko Tomita     |
| Dirección artística  | Hiroyuki Nemoto   |
| Diseño de personajes | Kazumasa Ishida   |
| Edición              | Daisuke Hiraki    |
| Música               | Takeshi Nakatsuka |

En abril de 2021, se anunció en la portada de Young Gangan que se iba a desarrollar una adaptación a anime de la obra. Con producción del estudio CloverWorks, el programa contó con Keisuke Shinohara en la dirección, Yoriko Tomita en la escritura de los guiones, y Kazumasa Ishida como diseñador de personajes y jefe de animación. Según Shinohara, Shinichi Fukuda intervino en la producción solo cuando notaba que las expresiones faciales y los diálogos de Marin no encajaban con la versión del manga.
Se estrenó el 8 de enero de 2022, en los canales de televisión Tokyo MX, GYT, GTV y BS11, y la transmisión finalizó el 26 de marzo, luego de emitir doce episodios. La licencia de la serie pertenece a Muse Communication para Asia del Sur y el Sudeste Asiático, mientras que Crunchyroll tiene los derechos para el resto del mundo. En Japón, se lanzaron los DVD y Blu-ray en volúmenes de dos episodios cada uno, el primero de los cuales salió al mercado el 23 de marzo de 2022. Por su parte, Crunchyroll sacó a la venta los capítulos en inglés y en formato DVD y Blu-ray el 7 de noviembre de 2023, y produjo los doblajes para España —realizado en VSI Sonygraf Barcelona— e Hispanoamérica —VSI Mexico City—.
El 17 de septiembre de 2022, el sitio web del anime anunció la producción de una segunda temporada. El elenco y el personal regresan en sus respectivos papeles. Se estrenó el 6 de julio de 2025. El tema de apertura es «Ao to Kirameki» (アオとキラメキ?), interpretado por Spira Spica, mientras que el tema de cierre es «Kawaii Kaiwai», interpretado por PiKi.

### Banda sonora
La banda sonora de Sono Bisque Doll wa Koi wo Suru está compuesta por Takeshi Nakatsuka y, a mediados de 2022, Aniplex publicó dos discos: 中塚 武「その着せ替え人形は恋をする Original Soundtrack VOL.1 y 中塚 武「その着せ替え人形は恋をする Original Soundtrack VOL.2. El grupo de pop rock Spira Spica se ocupó de componer el tema de apertura, «Sansan Days» (燦々デイズ?  lit. «Días soleados»), mientras que la cantante Akari Akase interpretó el de cierre, «Koi no Yukue» (恋ノ行方?  lit. «Allí donde esté el amor»). En cuanto al primero, Spira Spica lo publicó como sencillo el 2 de febrero de 2022 y obtuvo cierto éxito, al alcanzar la decimoctava posición en la Oricon Albums Chart semanal y al quedar cuarto entre los cinco opening más populares en la temporada de invierno de 2022, de acuerdo con lo votado por los lectores de Crunchyroll. Por otra parte, «Koi no Yukue» también se lanzó como sencillo y para febrero de 2022 acumulaba tres millones de visualizaciones en Youtube.

### Libros
Se han publicado varios libros suplementarios basados en la obra, el primero de los cuales fue un fan book con detalles sobre el anime, que Square Enix lanzó el 24 de septiembre de 2022 y que incluye comentarios y entrevistas de Shinichi Fukuda y Keisuke Shinohara, entre otros. Al año siguiente, el 16 de marzo, CloverWorks sacó al mercado un libro de 128 páginas que contiene ilustraciones del anime y, además, declaraciones de Shinohara, del diseñador de personajes Kazumasa Ishida y del director de animación Jun Yamazaki.

## Recepción

### Críticas

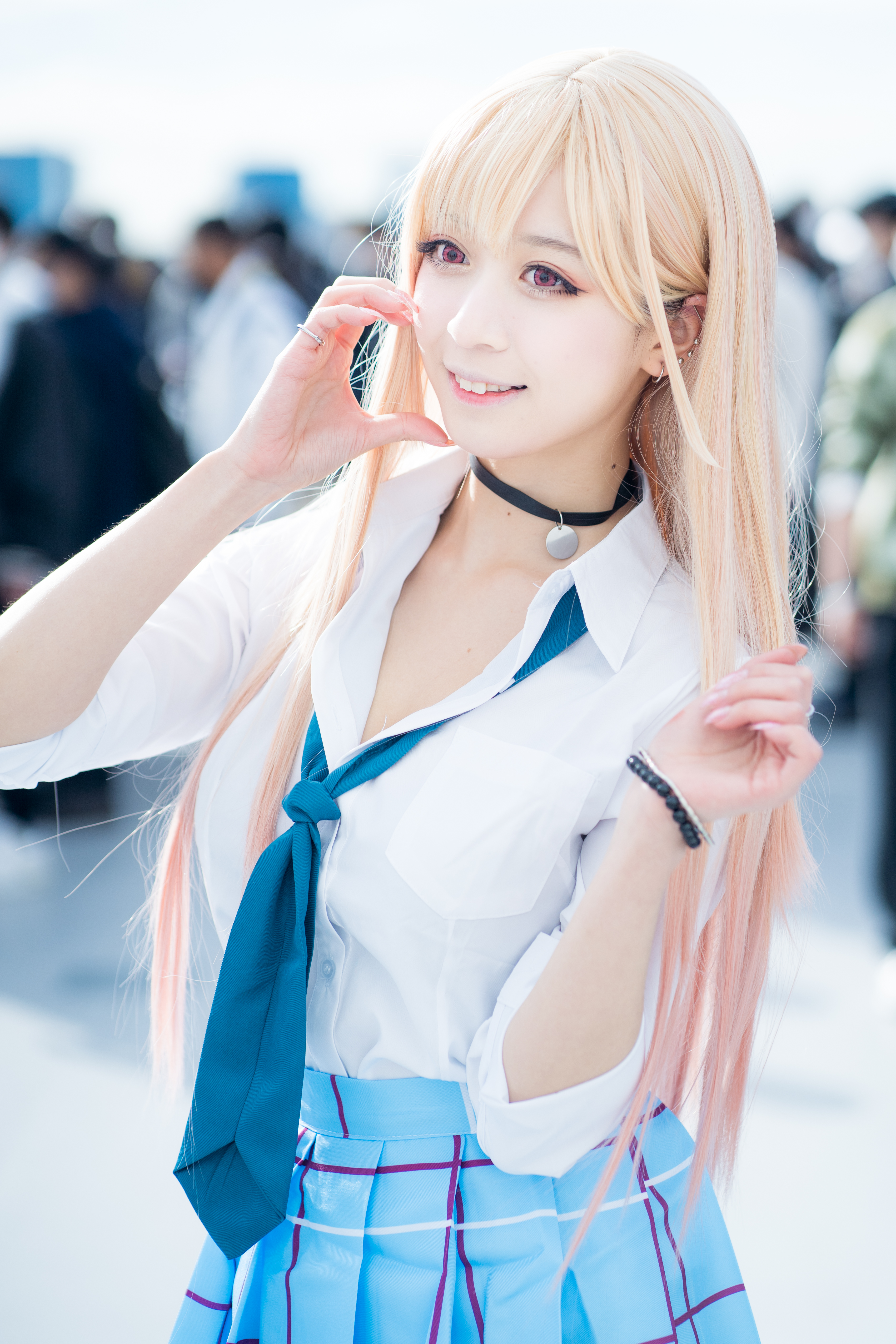
Cosplayer de Marin en la Comiket de 2022

El manga ha recibido en su mayoría comentarios positivos por parte de la prensa especializada. Se ha citado a la manera en que profundiza en el mundo del cosplay, la forma en que transmite un mensaje optimista al lector y la especial atención a los detalles como sus puntos fuertes. Una analista de Ramen para Dos dijo que le gustó que Sono Bisque Doll wa Koi wo Suru sea tan precisa: «La serie cuenta hasta el más mínimo detalle: tomar las medidas de la modelo, ir de compras a la caza de los mejores productos o la elaboración exhaustiva de los trajes. [...] También tratan el tema de hacer fotos profesionales y de alquilar estudios privados, algo que nunca hubiera imaginado...» No obstante, Rebecca Silverman criticó este aspecto en Anime News Network, donde afirmó que los volúmenes tres y cuatro presentan «muchos tecnicismos» sobre la confección que pueden aburrir a espectadores interesados en los personajes y la historia.
El personaje femenino ha generado buenas críticas, como la de Silverman, que escribió que la serie «cobra vida» con Marin. Además, alabó a Fukuda por «nunca dejar que la asombrosa autoconfianza de la heroína eclipse sus vulnerabilidades y defectos. Ella llega a la vida de Wakana como un huracán [...] y el simple hecho de que no encuentre raros los pasatiempos de este es agradable de ver». En una reseña de Anime News Network se observó que, hasta el séptimo volumen, se establece que Marin siente inseguridad porque no contribuye en la elaboración de sus disfraces, pero esta idea nunca se desarrolla. Asimismo, se halló incongruente que una joven proactiva en ningún momento sea capaz de confesar sus sentimientos hacia Wakana. Aun así, se la consideró «uno de los mejores elementos del manga». Sobre la relación entre los protagonistas, Kambole Campbell de IGN afirmó que, si bien son muy diferentes, «se alinean perfectamente» gracias al cosplay. Por su parte, Amílcar Trejo Mosquera escribió en Crunchyroll:

Las mejores relaciones son aquellas en las que los personajes no solo se complementan mutuamente, sino que se impulsan el uno al otro gracias a sus intereses mutuos. Con eso en mente, Gojō y Marin son la pareja ideal. [...] Hay un sentimiento palpable de júbilo en la forma que ambos se van acercando al amor que resulta infecciosa para el espectador.

Sobre Wakana, en una reseña de /Film se lo describió como un personaje completo y, con respecto a la inclusión de Sajuna y Shinju, en Anime News Network una crítica dijo que se las agregó con el «propósito de mostrar más elementos relacionados con el cosplay que para aportar algo a la trama». Por otro lado, acerca de las hermanas en IGN se escribió que, aunque la serie las mantiene alejadas del centro de atención, «abordando sus inseguridades, con ellas se añadió un dramatismo sorprendente». En cuanto a la adaptación a anime, algunos medios han servido para elogiar el trabajo de CloverWorks por «prestar especial atención al lenguaje corporal y las expresiones faciales, que permite ver una amplia gama de emociones en los personajes». También, se mencionó que es notorio el aporte de los directores de cada uno de los episodios, lo que hace que el programa contenga «una increíblemente amplia variedad de estilos y todo combine perfectamente». Un aspecto que obtuvo comentarios negativos de la prensa fue la constante presencia de fanservice en la obra.

### Popularidad
En octubre de 2023, el manga alcanzó las diez millones de copias en circulación —si bien no se habían vendido todas— y, según se informó, la fecha en que los números aumentaron considerablemente fue a principios de 2022, cuando se estrenó el anime. En esa época, consiguió ser la novena historieta más vendida en Japón, de acuerdo con lo publicado por Oricon. Su éxito no se limitó al país oriental, ya que el primer volumen fue un best seller en España, donde llegó a agotarse. Según un periodista de Crunchyroll, el rendimiento comercial de Sono Bisque Doll wa Koi o Suru contribuyó al incremento del interés por las muñecas Hina, y citó como prueba el hecho de que Suzuki Dolls —que sirvió como inspiración para la tienda del abuelo de Wakana— vendiera toda una colección luego del estreno del cuarto episodio del anime. El programa obtuvo buenos registros tanto durante la transmisión original como en ventas en formato doméstico. Quedó primero en el listado de los animes más populares durante el primer semestre de 2022, donde votó la audiencia del canal AT-X, y figuró en la lista de las series ideales para adentrarse en el anime, según lo escogido por los usuarios de MyAnimeList. Hacia 2024 seguía en vigencia, pues se hizo con la quinta posición de la lista de los cien mejores mangas en el primer semestre de ese año, confeccionada por la plataforma BookWalker, y fue la única obra del top diez cuyo género no es fantasía o isekai.

### Mercadotecnia

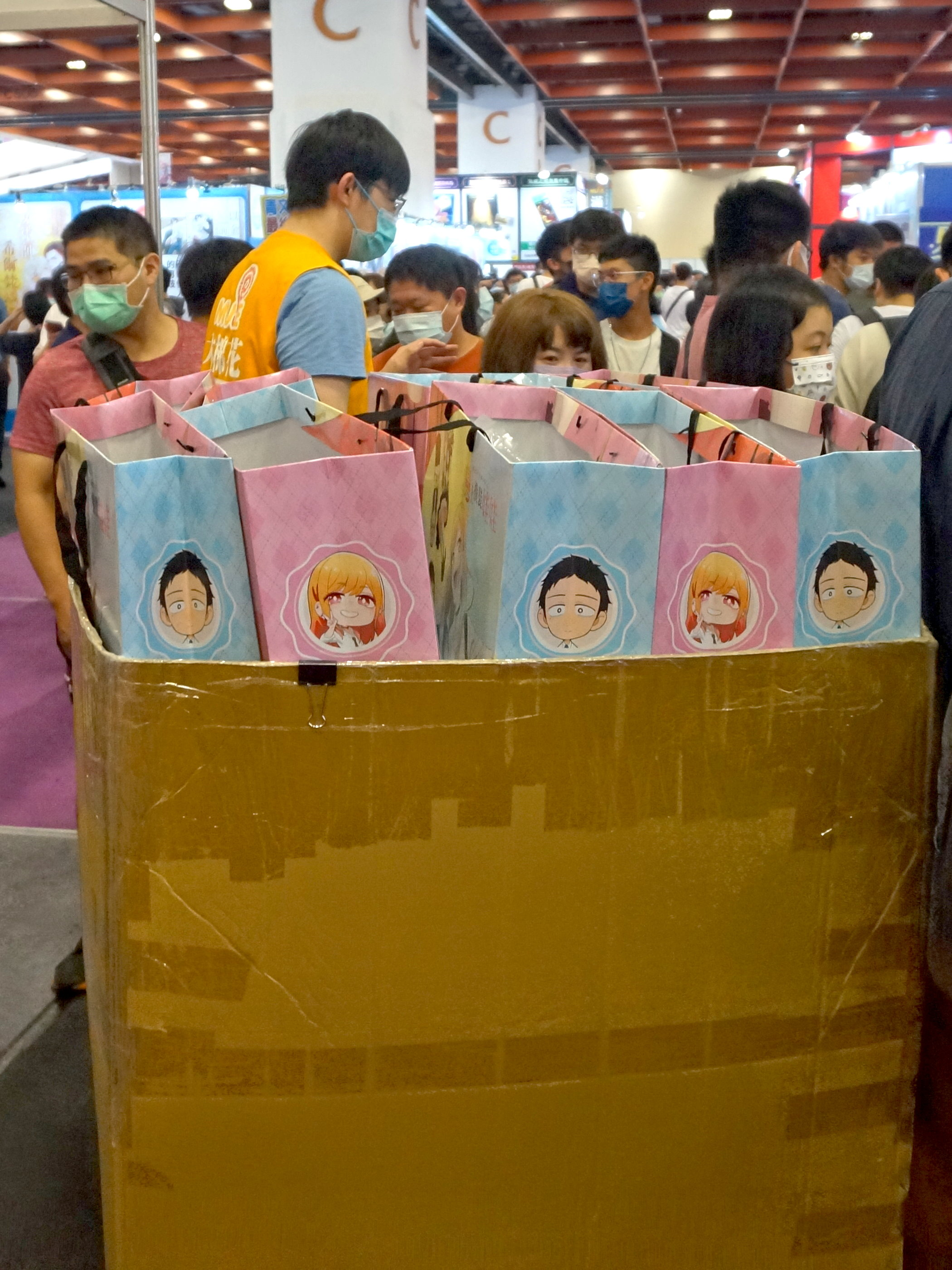
Bolsas de papel basadas en la serie en la Comic Expo 2022

En cuanto a la mercancía sobre la franquicia que se ha comercializado, cabe mencionar que a finales de 2022 se abrió la tienda «My Dress-Up Darling Chara Pop Store ~in the Room~» en el centro comercial Atré Akihabara (Tokio), durante dos semanas. En ese lugar estuvieron a la venta productos como camisetas, tapices de tamaño natural, stands acrílicos y llaveros. Meses más tarde, se realizó un evento en Animate Ikebukuro, el comercio más grande del mundo, con Sono Bisque Doll wa Koi o Suru como principal atracción. Por otra parte, la marca Funtos también ha lanzado productos basados en la serie, entre ellos, imágenes de Marin, juguetes cápsula y bebidas, y Good Smile Company fabricó una figura estilo nendoroid con la imagen de dicho personaje, que presentó en un evento llamado WonHobby Online.

### Premios
La serie obtuvo el sexto lugar en el Next Manga Award de 2019 y el décimo sexto en la edición de 2020 de Kono Manga ga Sugoi!, un mook publicado por la empresa 
Takarajimasha. También, quedó sexta en el Tsutaya Comic Award de 2020, donde, al igual que en las premiaciones antes mencionadas, fue superada por Spy × Family. Ese mismo año, recibió un premio organizado por la página web de distribución de libros electrónicos Comic Seymour, en la categoría manga para hombres. Al mismo tiempo, ocupó el tercer lugar entre las historietas recomendadas por la librería Honya Club, en una encuesta que recopiló resultados de 1100 empleados de tiendas de libros japonesas.
En 2022, la revista Da Vinci publicó una lista sobre el manga del año, en la que ubicó a Sono Bisque Doll wa Koi o Suru en la quincuagésima posición. Un año después, el programa fue candidato en doce categorías en los Crunchyroll Anime Awards, aunque no ganó en ninguna. Asimismo, en la decimoséptima edición de los Seiyū Awards, Atsumi Tanezaki ganó en la categoría mejor actriz de voz de reparto por su trabajo en la serie.